# Søren Zachariassen

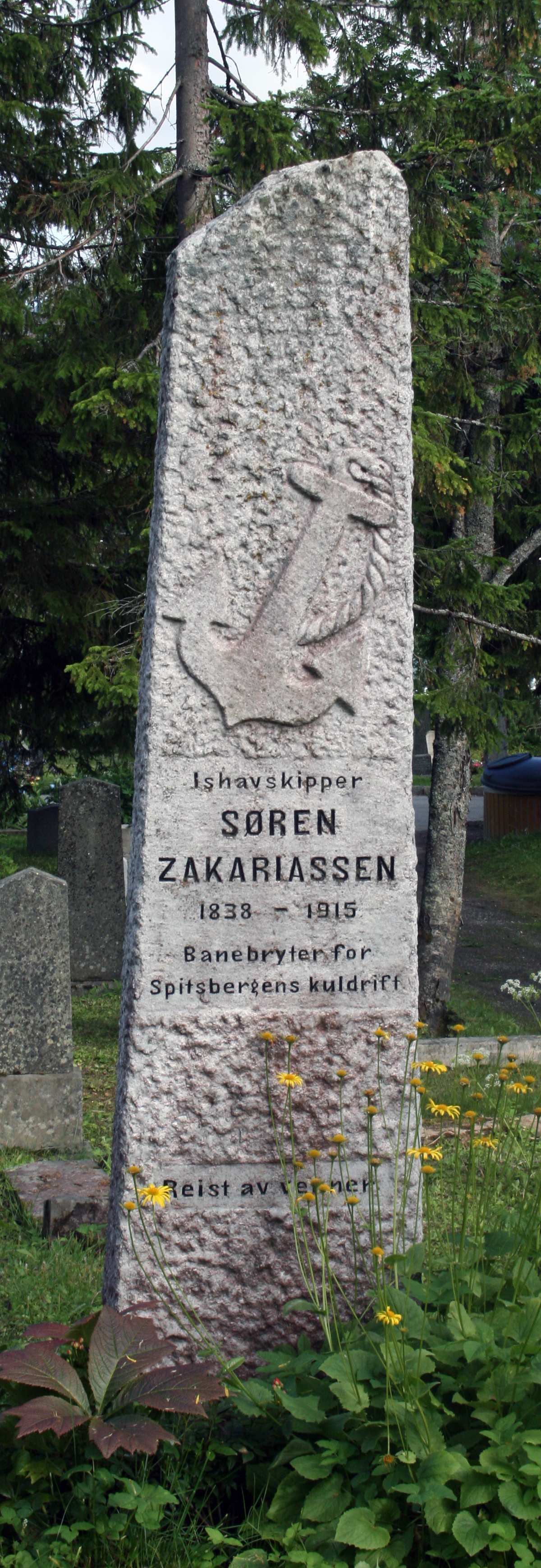
Søren Zakariassens grav på Tromsøs kyrkogård

Søren Zachariassen, född 3 september 1837 i Tromsø, död 1915, var en norsk skeppare och fångstman, som var verksam på Spetsbergen. Han var ishavsskeppare från Tromsø och deltog i fångstexpeditioner både till havs och till lands. Han var den förste som tog initiativ till att utvinna kol i Svalbard.

## Ishavsfångst
Søren Zachariassen började 1854 som matros på slupen Jens som 17-åring. Under en fångsttur 1862 förliste han med Prøven i Isfjorden och kom iland vid Adventfjorden. Under den tid han väntade på att undsättas, rodde han till Bohemanneset och fann där en del kol. Mellan 1865 och 1887 var han kapten på jakten Håbet. 

## Kolgruveprojekt
Sommaren 1899 var han i Isfjorden med jakten Gottfred. Han tog då 600 hektoliter kol från Bohemanneset, Festningsodden och Grønfjorden, samt gjorde undersökningar vid Colesbukta och Kongsfjorden. Samma sommar sålde han två ton kol till bland annat  till Macks bryggeri i Tromsø och Tromsø Elektrisitetsverk.
Samma år tog Zachariassen initiativ till att påbörja utvinning av kol vid Isfjorden. Tillsammans med Tromsø-skepperen Andreas Schrøder fick han investerare i Kristiania intresserade av att grunda Kulkompaniet Isefjord Spitsbergen, i vilket företag han var delägare. I juli 1900 ockuperade företaget mark både på Bohemanneset och på Heerodden. Zachariassen satte opp ett hus för 16 man på Bohemanneset, som senare blev en fångststation, och som fortfarande står kvar. Samtidigt uppfördes Schrøders hus på Heerodden. Kolfältet gav inte någon avkastning.
På väg tillbaka till Norge våren 1900 berättade han om sina kolfynd för, och gav kolprov till, ishavsskepparen Bernhard Pedersen från Tromsø. Denne initierade bildandet av Bergen-Spitsbergen Kulgrubekompani, vilket ockuperade kolfält på Revneset. 
Han gav också prover till ishavsskepparen Henrik Næss från Trondheim. Tillsammans med tre andra intressenter skickade Næss åtta man till Spetsbergen för att ta «et eller andet kullfelt i besittelse». De inmutade ett fält vid Hotellneset för Trondhjem-Spitsbergen Kulkompani och tog ut något kol på det ställe där Trøndergruva anlades 1903.
Søren Zachariassen blev aldrig förmögen genom sina affärsföretag, men fick inkomster av att frakta utrustning och kol för de första kolföretagen vid Isfjorden, fram till första världskriget.